# José Joaquim Machado de Oliveira
José Joaquim Machado de Oliveira (São Paulo, 8 de julho de 1790 — São Paulo, 16 de agosto de 1867) foi um militar e político brasileiro.
Filho do tenente-coronel Francisco José Machado de Vasconcelos e de Ana Esmênia da Silva, entrou cedo para o exército, participando das campanhas de 1817 e 1822 no sul, chegando ao posto de coronel.
Casou-se com Leocádia Tomásia Câmara Lima, sendo pai de Brasílio Augusto Machado de Oliveira.
Foi deputado à Assembleia Geral do Império pela província do Rio Grande do Sul na 1ª legislatura, (1826 — 1829). Foi deputado à Assembleia Legislativa Provincial de Santa Catarina na 3ª legislatura (1840 — 1841), porém não assumiu o mandato. Foi deputado geral por São Paulo na 6ª legislatura (1845 — 1847).
Foi presidente das províncias do Pará, de 27 de fevereiro de 1832 a 4 de dezembro de 1833, de Alagoas, de 14 de dezembro de 1834 a 15 de maio de 1835, de Santa Catarina, nomeado em 12 de outubro de 1836, de 24 de janeiro a 14 de outubro de 1837, e do Espírito Santo, nomeado por carta imperial de 5 de agosto de 1840, de 15 de outubro de 1840 a 2 de abril de 1841.
Era sócio do Instituto Histórico e Geográfico Brasileiro e foi autor do livro Quadro Histórico da Província de São Paulo, publicado em 1864.
Foi comendador da Imperial Ordem da Rosa e da Ordem de São Bento de Aviz.
Ele escreveu o Vocabulário elementar da Língua Geral Brasílica que é a terceira fonte conhecida da Língua geral paulista.
José Joaquim Machado de Oliveira é patrono da cadeira n. 1 da Academia Paulista de Letras.